# Gumøy
Gumøy est une île de la commune de Kragerø,  dans le comté de Telemark en Norvège.

## Description
L'île de 5,41 km2 est située entre Skåtøy au sud et Langøy au nord.
C'est la troisième plus grande île de l'archipel de Kragerø. Il existe une liaison car-ferry avec la ville de Kragerø.